# Ян Димітр Соліковський
Ян Димітр Соліковський гербу Бонча (пол. Jan Dymitr Solikowski; 1539, Сєрадз — 27 червня 1603, Львів) — польський шляхтич, римо-католицький релігійний діяч, королівський секретар (з 1564 р.), письменник-публіцист. Львівський латинський архієпископ з 1583 р.

## Життєпис

Герб Бонча

Народився 1539 року в м. Сєрадз у середовищі іновірців (протестантів). Був найстаршим з семи синів дожиттєвого посесора війтівства Сєрадза Яна та його дружини Зузанни з Фішерів Соліковських. Родове прізвище Соліковських походить від назви поселення Солькі (пол. Solki) в Сєрадзькому воєводстві.
Від зими 1556—1557 до червня 1559 р. навчався у Краківському університеті. За порадою Філіпа Меланхтона батькові, продовжив навчання у Віттенберзькому університеті, де той був його викладачем. Після повернення був при дворі судді земського сєрадзького Яна Кшиштопорського (пол. Jan Krzysztoporski; йому присвятив збірку релігійних віршів «Poemata» у 1562 р.), з чиїм сином Миколаєм заприятелював у Віттенберзі.
Після переходу на римо-католицький обряд вступив на службу до єпископа куявського (влоцлавського) Якуба Уханського (йому присвятив панегірик «Hamaxa sive religionis et Reipublike» 1564 р.; тут познайомився з Пйотром Скарґою). На нього тоді мали значний вплив Станіслав Гоз'юш, Мартін Кромер.
Після смерти в 1572 році короля Сигізмунда ІІ Августа включився в дискусію з приводу нових виборів короля, стану суспільства: свою думку викладав в анонімних, недрукованих, але широко розповсюджених творах. Спочатку підтримував кандидатуру Габсбурга, потім — Генріха Валуа. 21 березня під час коронаційного сейму було зачитано підготовлений ним лист. Після втечі Г. Валуа вирушив до Франції, щоб переконати його повернутись; виїхав до Польщі наприкінці вересня, прибув до Кракова на початку жовтня 1575 р. Його приїзд до Варшави був вороже сприйнятий середовищем протестантів (згадував про спробу замаху).
Після обрання королем Стефана Баторія був висланий Станіславом Карнковським йому назустріч, щоб взнати релегійні переконання короля. У Снятині 3 квітня 1576 р. мав авдієнцію короля, під час якої сказав, що «тільки католицька віра є утвердженням Польського Королівства». Супроводжував короля до Кракова, брав участь у його шлюбі з Анною Ягеллонкою.
Разом з королем 12 березня 1582 року прибув до Риги. Після призначення 1 травня віленського латинського єпископа Юрія Радзивілла адміністратором Інфляндії став одним з його найближчих співробітників (пізніше описав свої враження, де висловив смуток через зруйнованість краю через війни та грабіжницьке господарювання в Інфляндії).
С. Карнковський та М. Кромер просили короля сприяти наданню посади львівського архиєпископа, поголос про його номінацію був у травні 1582 р. 8 листопада 1582 року С. Баторій звернувся до Папи Григорія ХІІІ через це. 28 березня 1583 року отримав затвердження Папи на посаді, 27 квітня отримав паллій архієпископа, 24 червня був консекрований Карнковським у Каліші, 1 липня був «інгрес» у Львівській латинській катедрі.
У червні 1584 р. брав участь в раді Сенату в Любліні через справу Зборовських, де закликав короля до поміркованості, розважливості.
15 лютого 1585 року завдяки втручанню Костянтина Василя Острозького, нунція Болоньєтті, достойників Корони та ВКЛ уклав угоду з львівським православним єпископом Гедеоном Балабаном, за якою обидві сторони мали припинити обопільне насильство до часу згоди між Папою та Патріархом.
У травні 1586 року вирушив як посол разом з Анджеєм Баторієм до Риму до Папи Сикста V. Через хворобу Карнковського на конвокаційному з'їзді 1587 року представляв Костел. На елекцію прибув 5 липня разом зі снятинським старостою Миколаєм Язловецьким (з 400 людьми). В конфлікті Зборовських та Яна Замойського тримав дистанцію, не підтримав жодного кандидата на трон. Після роздвоєння вибору виїхав до Львова, став на чолі руської партії нейтралістів, які хотіли нових виборів короля. Брав участь в з'їзді Руського воєводства у Судовій Вишні 5 листопада. Коли на початку січня 1588 року під час з'їзду шляхти у Львові дійшло до гострого конфлікту, сприяв укладанню мирної угоди, потім (всупереч піднятій максиміліяністами спробі збройного заволодіння Львовом) закликав шляхту підтримати Сігізмунда ІІІ Вазу. Після його обіцянки надати королівську амністію Миколай Язловецький відмовився від облоги Львова. За його сприяння Миколай Язловецький у 1589 р. отримав повну амністію.
У 1590 році львівський православний єпископ Гедеон Балабан сказав йому про намір укласти унію з РКЦ, що сприяйняв дуже недовірливо через конфлікт останнього з патріархом Єремією та Львівським братством; так само вчинив після заяви Г. Балабана у 1593 р., незважаючи на тиск єзуїтів, бо керувався вказівками Апостольської столиці. Після отримання повноважень від нунція Маласпіни Ґ. почав перемовини з православними ієрархами. Брав участь в Берестейському синоді, був від Риму його керівником. Нунцій Ґ. Маласпіна, виїжджаючи з Речі Посполитої, сказав наступнику Е. Ґаетані, щоб той у справах реалізації унії опирався на Я. Д. Соліковського у випадку опору православних патріархів, який «кожного такого вижене з Королівства».
Бідкався, що нема чим заплатити реєстровим козакам у 1591 році.
У митрополії поширював марійський культ та Найсвятішого Сакраменту. Ввів навчання катехизму в неділю після полудня, протегував братство святої Анни, у 1597 році утворив Братство Милосердя, підтримував побожні банки, скриньки святого Миколая, братство святого Лазаря. В 1584 р. привіз до Львова єзуїтів, надав їм каплицю Бучацьких Латинської катедри у Львові. В 1600 р.: дав кошти для будівництва нового кляштору бернардинів у Львові, освятив його наріжний камінь; патронував фундацію Якуба Вольфовича для каплиці святого Хреста в катедрі Львова; сприяв осіданню у місті бенедиктинок.
На синоді 1593 р. було запроваджено посаду архидиякона (4 квітня 1596 року став його братанок Геронім), поділ архидієцезії на деканати.
Заборонив українцям (руси́нам) дзвонити в церквах на православні свята. 3 січня 1584 р. напав на Успенську церкву Львова, вигнав з нього парафіян, зневажив священика, запечатав церкву; так хотів примусити Львівське братство святкувати новий григоріянський календар. Також з цією метою керував нападом на церкву Богоявлення Господнього (тепер не існує) в 1584 році.
14 липня 1601 р. підписав заповіт, книги правничі, теологічні, філософські переказав братанку Войцехові, отримані від Анни Ягайлонки шати й літургічне начиння з 10-ма срібними талерами призначив для латинської катедри Львова, в якій фундував свій аніверсаж; зробив подарунки для львівських костелів та шпиталів Львова, колегіат у Ленчиці, Сандомирі, костелу в Сєрадзі.
Помер 27 червня 1603 року у Львові. Був похований у Латинській катедрі Львова, у презбітерії існував «надгробок» з епітафією, де було вказано, що прожив 74 роки. За даними о. Каспера Несецького ТІ, прожив 64 роки. «Надгробок» був зліва від головного вівтаря, усунутий під час реконструкції храму за архиєпископа Сєраковського Вацлава. Нині на цьому місці є таблиця з епітафією В. Сєраковському.

## Праці
- Do obywatelów inflantckich. Львів, друкарня Павла Желяза, 1600
- Stanislai Orechovii Apocalipsis. Львів, друкарня Шеліги, 1630